# ليم لوباني
هي ممثلة من عرب 48 اشتهرت بدور نادية في فيلم عمر الحائز على جائزة أفضل فيلم أجنبي.

## روابط خارجية
- ليم لوباني على موقع IMDb (الإنجليزية)
- ليم لوباني على موقع روتن توميتوز (الإنجليزية)
- ليم لوباني على موقع قاعدة بيانات الأفلام العربية
- ليم لوباني على موقع ألو سيني (الفرنسية)
- ليم لوباني على موقع أول موفي (الإنجليزية)
- ليم لوباني على موقع قاعدة بيانات الفيلم (الإنجليزية)
- ليم لوباني على موقع كينوبويسك (الروسية)